# Beydeğirmeni, Keban
Beydeğirmeni là một xã thuộc huyện Keban, tỉnh Elâzığ, Thổ Nhĩ Kỳ. Dân số thời điểm năm 2011 là 57 người.